# Ładunek (film)
Ładunek (oryg. Cargo) – szwajcarski post-apokaliptyczny film fantastycznonaukowy z 2009 roku w reżyserii Ivana Englera. Zdjęcia kręcono w Winterthur w kantonie Zurych.

## Fabuła
Postapokaliptyczna przyszłość, jest rok 2267. Ziemia jest niezamieszkana i pozbawiona życia, została zniszczona w wyniku katastrofy ekologicznej, a warunki panujące na niej nie nadają się
do życia. Ludzie, którzy się uratowali żyją na orbicie okołoziemskiej w stacji kosmicznej Kuiper Enterprises. Tylko nieliczni mogą dostać się na skolonizowaną planetę Rhea. Młoda lekarka Laura Portmann pragnie dotrzeć do swojej siostry Arianne Portmann, zamieszkałej na odległej planecie Rhea.
Lot na upragnioną planetę jest jednak bardzo kosztowny, dlatego zatrudnia się jako lekarz na statku handlowym Kasandra transportującym ogromny ładunek materiałów budowlanych na jedną z odległych stacji kosmicznych (Stację-42). Niewielka załoga statku w składzie: kapitana (Pierre Semmler), pierwszą oficer (Regula Grauwiller), japońską administrator systemu (Yangzom Brauen) oraz dwoje załogantów (Michael Finger, Claude-Oliver Rudolph) i Por. Samuel Decker (Martin Rapold) z Agencji Bezpieczeństwa Kosmicznego, przez większość czasu spędza w stanie hibernacji. Laura, podczas swojej 8 miesięcznej warty zaczyna podejrzewać, że prócz załogi leci z nimi ktoś inny. Załoga zostaje zbudzona i zaczynają się jeszcze większe kłopoty.

## Obsada
- Anna Katharina Schwabroh - Laura Portmann (młoda lekarka)
- Martin Rapold - Samuel Decker (Porucznik z Agencji Bezpieczeństwa Kosmicznego)
- Regula Grauwiller - Anna Lindbergh (pierwsza oficer)
- Yangzom Brauen - Miyuki Yoshida (japońska administrator systemu)
- Pierre Semmler - Pierre Lacroix (kapitan)
- Claude-Oliver Rudolph - Igor Prokoff (załogant)
- Michael Finger - Claudio Vespucci (załogant)
- Gilles Tschudi - Klaus Bruckner (terrorysta)
- Maria Boettner - Arianne Portmann (siostra Laury)